# NCIS (tizenhetedik évad)
Az NCIS című amerikai televíziós sorozat tizenhetedik évadát 2019. szeptember 24-én kezdte el vetíteni a CBS csatorna az Amerikai Egyesült Államokban. Magyarországon 2020-tól lesz látható a TV2-n.

## Szereplők
- Mark Harmon (Leroy Jethro Gibbs) – magyar hangja: Mihályi Győző
- Sean Murray (Timothy McGee) – magyar hangja: Kapácsy Miklós
- Wilmer Valderrama (Nick Torres) – magyar hangja: Szatory Dávid
- Emily Wickersham (Eleanor Bishop) – magyar hangja: Mezei Kitty
- Maria Bello (Jacqueline Sloane) – magyar hangja: Kocsis Judit
- Brian Dietzen (Dr. James Palmer) – magyar hangja: Láng Balázs
- Diona Reasonover (Kasie Hines) – magyar hangja: Kiss Virág
- Rocky Carroll (Leon Vance) – magyar hangja: Háda János
- David McCallum (Doki) – magyar hangja: Szélyes Imre
- Cote de Pablo (Ziva David) – magyar hangja: Pikali Gerda

## Epizódlista
| Eredeti cím | Amerikai bemutató    | Magyar cím          | Magyar bemutató      | #     |
| --- | -------------------- | ------------------- | -------------------- | ----- |
| Out of the Darkness | 2019. szeptember 24. | Ki a sötétből       | 2020. szeptember 17. | 17x01 |
| Több év bujkálás után Ziva visszatért és Gibbs segítségét kéri abban, hogy legyőzze azt a nőt, aki üldözi őt. Ziva minden vágya, hogy újra lányával és Tonyval lehessen, de addig ez nem történhet meg, amíg üldözik. Ellie bevallja társainak, hogy Ziva él, McGee nehezen fogadja a hírt, örül neki, de neheztel régi barátjára. |                      |                     |                      |       |
| |                      |                     |                      |       |
| Into the Light | 2019. október 1.     | Be a fénybe         | 2020. szeptember 17. | 17x02 |
| Ziva és Gibbs elkapták Sahart és a közeli rendőrörsre szállították. A nő azonban nem maradt sokáig őrizetben, ugyanis megszökik és minden jel arra mutat, hogy a terroristának Ziva segített. Gibbsék nehezen hiszik el, hogy az egykor jó barátjuk a rossz oldalra állt, de mindent meg kell tenniük, hogy megállítsák őt.        |                      |                     |                      |       |
| |                      |                     |                      |       |
| Going Mobile | 2019. október 8.     | Mobilgondok         | 2020. szeptember 24. | 17x03 |
| Gibbsék egy kamion alvázához kötözött hullát találnak. A nyomok egy lakóparkhoz vezetnek, ahol egy igazán összetartó közösséget találnak. Nehéz kitalálni ki lehet a tettes, de az biztos, hogy köztük van az elkövető. |                      |                     |                      |       |
| |                      |                     |                      |       |
| Someone Else's Shoes | 2019. október 15.    | Valaki más cipője   | 2020. szeptember 24. | 17x04 |
| Ismeretlen tettes hajléktalan veteránok holttesteit csonkítja meg, amiket különböző nyilvános helyeken helyez el. A közösségi médiában vírusként terjed a hír, és ebből többen profitálni akarnak. Gibbsék a nyomozás közben új szövetségesekre találnak.                                                                          |                      |                     |                      |       |
| |                      |                     |                      |       |
| Wide Awake | 2019. október 22.    | Ébren               | 2020. október 1.     | 17x05 |
| Álmatlanságban szenvedő tengerészgyalogost gyanúsítanak egy férfi megölésével. A nőt hipnoterápiával befolyásolták és így követhette el a bűntényt. Gibbsék további bizonyítékot találnak, amiből arra lehet következtetni, hogy mégse a nő lehetett a gyilkos.                                                                    |                      |                     |                      |       |
| |                      |                     |                      |       |
| Institutionalized | 2019. november 5.    | Intézményesítve     | 2020. október 1.     | 17x06 |
| Kasie legjobb barátja gyilkossági ügybe keveredik. A nő próbál segíteni a férfinak, de a bizonyítékok ellene szólnak. Kasie elkeseredésében határokat kényszerül átlépni. |                      |                     |                      |       |
| |                      |                     |                      |       |
| No Vacancy | 2019. november 12.   | Motel               | 2020. október 8.     | 17x07 |
| Az NCIS csapata egy farmon talált hullához megy. A férfit megcsonkítva találják meg, amit nem a gyilkos okozott, hanem a farmon tartózkodó állatok. AZ ügyben politikusok is érintettek. |                      |                     |                      |       |
| |                      |                     |                      |       |
| Musical Chairs | 2019. november 19.   | Katonazene          | 2020. október 8.     | 17x08 |
| Megmérgeznek egy zenekari tagot, mint kiderül, véletlenül. Gibbs McGeere hagyja az ügyet, mert neki sürgősen el kell hagynia a várost pár napra. Vajon Ziva áll a háttérben? Ezt találgatják a csapat tagjai. |                      |                     |                      |       |
| |                      |                     |                      |       |
| IRL | 2019. november 26.   | Játékban            | 2020. október 15.    | 17x09 |
| Streamelés közben lőnek le egy férfit, amit a világon mindenki látott. Az elkövetőről semmit nem lehet tudni, jól eltüntette a nyomait. Gibbs az új barátját kéri meg, hogy játsszon azzal a videójátékkal, amivel ki lehetne deríteni, ki a tettes.                                                                               |                      |                     |                      |       |
| |                      |                     |                      |       |
| The North Pole | 2019. december 17.   | Az északi oszlop    | 2020. október 15.    | 17x10 |
| Ziva ismét feltűnik és Gibbs segítségét kéri. A csapat rögtön rájön, hogy a nő lehet a háttérben Gibbs hirtelen szabadságkérésének. Ziva egyre inkább elveszti a reményt, hogy újra láthassa kislányát és Tonyt. |                      |                     |                      |       |
| |                      |                     |                      |       |
| In The Wind | 2020. január 7.      | A nyoma vesztett    | 2020. október 22.    | 17x11 |
| Phineas megtudja, hogy édesanyja meghalt, ezután elszökik Gibbstől. Az NCIS igyekszik megtalálni a fiút, ugyanis a nagybátyja el akarja őt fogni. Ziva hiába próbálja felvenni a kapcsolatot Tonyval, ő nem jelentkezik. |                      |                     |                      |       |
| |                      |                     |                      |       |
| Flight Plan | 2020. január 14.     | Repülési terv       | 2020. október 22.    | 17x12 |
| Gibbsék egy lezuhant vadászgép esetében nyomoznak, minden jel arra mutat, hogy a pilóta szándékosan zuhant le a gépével. Az ügy tovább bonyolódik, amikor a pilóta volt barátját holtan találják. |                      |                     |                      |       |
| |                      |                     |                      |       |
| Sound Off | 2020. január 21.     | Hangok nélkül       | 2020. október 29.    | 17x13 |
| Véletlen folytán egy katona dróntámadás áldozata lesz, de mint kiderül, már a robbanás előtt halott volt a férfi. Gibbs a dróntámadást elkövető szakaszvezetőről érdekes információt derít ki, ami miatt ő válik az első számú gyanúsítottá.                                                                                       |                      |                     |                      |       |
| |                      |                     |                      |       |
| On Fire | 2020. január 28.     | Feltüzelve          | 2020. október 29.    | 17x14 |
| Torres balesetet szenved, az ügynök nagyon rossz állapotban van és Bishop magát hibáztatja ezért. Elsőre úgy látszik, mintha véletlenül ütötték volna el Torrest, azonban kiderül, hogy komoly szándék állt emögött. |                      |                     |                      |       |
| |                      |                     |                      |       |
| Lonely Hearts | 2020. február 11.    | Magányos szívek     | 2020. november 5.    | 17x15 |
| Gibbs egy jó barátjának élete veszélybe kerül, amikor a férfi barátnőjéről kiderül, hogy a hozzá közel álló férfiak mind meghaltak. Az egyik ügynöknek titkos hódolója akad. |                      |                     |                      |       |
| |                      |                     |                      |       |
| Ephemera | 2020. február 18.    | Efemera             | 2020. november 5.    | 17x16 |
| Gibbsnek és csapatának újabb rejtélyes ügyet kell megoldania. Egy volt tengerészgyalogos öngyilkosságot követ el a kocsijában. A nyomozás során fény derül szerelme rejtélyes halálának okára. |                      |                     |                      |       |
| |                      |                     |                      |       |
| In a Nutshell | 2020. március 10.    | Dióhéjban           | 2020. november 12.   | 17x17 |
| Holtan találnak egy férfit a főúton, eleinte gázolásra utalnak a nyomok, majd kiderül, ez ennél sokkal több. Egy több évtizede megoldatlan gyilkossággal függ össze a férfi esete, amit Gibbsék most megpróbálnak megoldani. |                      |                     |                      |       |
| |                      |                     |                      |       |
| Schooled | 2020. március 17.    | Iskola              | 2020. november 12.   | 17x18 |
| Sloant felkeresi a lánya egy hatalmas kéréssel, ám sajnos egy rég elfeledett titokra is fény derül. Gibbs megpróbál segíteni Sloannak, ezzel párhuzamosan pedig egy gyilkossági ügyön is dolgozik. |                      |                     |                      |       |
| |                      |                     |                      |       |
| Blarney | 2020. március 31.    | Szent Patrik napján | 2020. november 19.   | 17x19 |
| Rablás történik egy ékszerboltban, a rablók pedig a közeli étterembe menekülnek, amikor az előre megbeszélt menekülési tervük nem sikerül. Sajnos az étteremben Gibbs csapatából ketten is tartózkodnak. |                      |                     |                      |       |
| |                      |                     |                      |       |
| The Arizona | 2020. április 14.    | Az Arizona          | 2020. november 19.   | 17x20 |
| Betörés történik egy tengerészgyalogosnál, ahonnan ellopnak egy kitüntetést. Mint kiderül a tolvaj egy 93 éves férfi, aki 16 éves korában Pearl Harborban harcolt. |                      |                     |                      |       |
| |                      |                     |                      |       |